# 865 (szám)
A 865 (római számmal: DCCCLXV) egy természetes szám, félprím, az 5 és a 173 szorzata.

## A szám a matematikában
A tízes számrendszerbeli 865-ös a kettes számrendszerben 1101100001, a nyolcas számrendszerben 1541, a tizenhatos számrendszerben 361 alakban írható fel.
A 865 páratlan szám, összetett szám, azon belül félprím, kanonikus alakban az 51 · 1731 szorzattal, normálalakban a 8,65 · 102 szorzattal írható fel. Négy osztója van a természetes számok halmazán, ezek növekvő sorrendben: 1, 5, 173 és 865.
Huszonegyszögszám.
A 865 négyzete 748 225, köbe 647 214 625, négyzetgyöke 29,41088, köbgyöke 9,52808, reciproka 0,0011561. A 865 egység sugarú kör kerülete 5434,95529 egység, területe 2 350 618,163 területegység; a 865 egység sugarú gömb térfogata 2 711 046 281,6 térfogategység.